# Jorgos Skartados
Jorgos Skartados (gr. Γιώργος Σκαρτάδος, ur. 7 kwietnia 1960 w Rodos) – grecki piłkarz grający na pozycji pomocnika. W swojej karierze rozegrał 26 meczów i strzelił 3 gole w reprezentacji Grecji.

## Kariera klubowa
Swoją karierę piłkarską Skartados rozpoczął w klubie GS Diagoras Rodos. W sezonie 1978/1979 zadebiutował w nim w drugiej lidze greckiej. W Diagoras grał do końca sezonu 1981/1982. Latem 1982 roku został piłkarzem PAOK-u Saloniki. Zawodnikiem klubu z Salonik był do zakończenia sezonu 1991/1992. Wraz z PAOK-iem, w którym rozegrał 265 meczów i strzelił 84 gole, wywalczył tytuł mistrza Grecji w sezonie 1984/1985.
W 1992 roku Skartados przeszedł do innego klubu z Salonik, Iraklisu. Po trzech sezonach gry w Iraklisie odszedł do Olympiakosu Pireus. W sezonie 1996/1997 wywalczył z nim swój drugi i ostatni w karierze tytuł mistrza Grecji. Po sezonie 1996/1997 zakończył karierę sportową.
| Sezon   | Klub             | Kraj   | Rozgrywki     | Mecze | Bramki |
| ------- | ---------------- | ------ | ------------- | ----- | ------ |
| 1978/79 | Diagoras Rodos   | Grecja | Beta Ethniki  | 27    | 3      |
| 1979/80 | Diagoras Rodos   | Grecja | Beta Ethniki  | 30    | 0      |
| 1980/81 | Diagoras Rodos   | Grecja | Beta Ethniki  | ?     | ?      |
| 1981/82 | Diagoras Rodos   | Grecja | Beta Ethniki  | 30    | 2      |
| 1982/83 | PAOK FC          | Grecja | Alpha Ethniki | 32    | 2      |
| 1983/84 | PAOK FC          | Grecja | Alpha Ethniki | 27    | 3      |
| 1984/85 | PAOK FC          | Grecja | Alpha Ethniki | 29    | 11     |
| 1985/86 | PAOK FC          | Grecja | Alpha Ethniki | 27    | 11     |
| 1986/87 | PAOK FC          | Grecja | Alpha Ethniki | 19    | 8      |
| 1987/88 | PAOK FC          | Grecja | Alpha Ethniki | 25    | 7      |
| 1988/89 | PAOK FC          | Grecja | Alpha Ethniki | 21    | 6      |
| 1989/90 | PAOK FC          | Grecja | Alpha Ethniki | 33    | 15     |
| 1990/91 | PAOK FC          | Grecja | Alpha Ethniki | 23    | 12     |
| 1991/92 | PAOK FC          | Grecja | Alpha Ethniki | 29    | 9      |
| 1992/93 | PAE Iraklis 1908 | Grecja | Alpha Ethniki | 32    | 5      |
| 1993/94 | PAE Iraklis 1908 | Grecja | Alpha Ethniki | 29    | 5      |
| 1994/95 | PAE Iraklis 1908 | Grecja | Alpha Ethniki | 33    | 6      |
| 1995/96 | Olympiakos SFP   | Grecja | Alpha Ethniki | 29    | 3      |
| 1996/97 | Olympiakos SFP   | Grecja | Alpha Ethniki | 3     | 0      |

## Kariera reprezentacyjna
W reprezentacji Grecji Skartados zadebiutował 15 maja 1983 roku w wygranym 3:2 meczu eliminacji do Euro 84 z Węgrami, rozegranym w Budapeszcie. W swojej karierze grał też w: eliminacjach do MŚ 1986, do Euro 88 i do MŚ 1990. Od 1983 do 1992 roku rozegrał w kadrze narodowej 26 meczów i zdobył 3 gole.